# Бузова (Бучанський район)
Бузова̀ — село в Україні, у Бучанському районі Київської області. Знаходиться на пів-шляху від Києва у бік Макарова (західний керунок). Населення становить 1548 осіб. Входить до складу Дмитрівської сільської громади.

## Історія

### XVII—XVIII століття
Як свідчать архівні документи, поселення на території села виникло ще до 1600 р. Тоді воно належало до Білогородського маєтку князів Острозьких. Впродовж 1600—1624 років у актах «Źródła dziejowe» міститься вісім позовів від різних власників до князів Острозьких про їхніх підданих, що самовільно оселилися в Бузовій. Точних даних про заснування села Бузова та походження його назви не збереглося. За твердженням Похилевича село отримало назву від дикої бузини, яка колись густо росла по долині, де розташувалося село. Поселення заснували заїжджі чумаки, яким довелося проходити обозом Старим шляхом через містечко Ясногородка. Зупинившись біля корчми, чумаки пасли своїх волів. Саме тоді в ясногородської пані втік приручений ведмідь. Розтягнувшись ланцюжком, чумаки пішли лісом і знайшли ведмедя на пагорбі біля річки Бузівка. Цей пагорб вдячна пані подарувала двом братам-чумакам Брамирщукам. Пізніше ця місцевість була названа Данилівкою (за іменем одного з братів). Навколо перших двох хат братів заснувався хутір Бузівка, який з часом переріс у село Бузова.
На лівому березі Бузівки, на прорубах, пани поселяли своїх кріпаків на так званих «вільних» землях. Так виникали нові вулиці та росло поселення.
Село Бузова згадується в історичному романі В. М. Кулаковського «Максим Кривоніс». Саме тут у 1648 р. і проїжджав Максим Кривоніс, полковник гетьмана Богдана Хмельницького.
13 липня 1648 року війт містечка Ясногородки Гапон, який сформував козацьку сотню з ясногородських міщан та бузовських і гурівщанських селян (Ясногородка, Бузова та Гурівщина — сусідні населені пункти), спустошив маєтність шляхтича Стефана Песляка. З поіменно згаданих селян з Бузови, які брали участь у цьому нападі, у протестації, поданій від імені Песляка в Луцькому замку перед гродським урядом, згадані Коваль Овдій з пасинками та Хома Мельник.
Можна припустити, що Бузова, можливо випадково, або тяжіючи до старих адміністративних кордонів, потрапила тоді до нової адміністративно-територіальної одиниці — Ясногородської сотні Київського полку у щойно тоді створюваному козаками новому державному об'єднанні Війську Запорозькому (Гетьманщині).
Ясногородська сотня присутня в козацькому реєстрі Війська Запорозького 1649 р., але термін її існування виявився нетривалим у подальшому вирі безперервних воєнних подій.
Цікаво, що у Реєстрі Війська Запорозького, датованому 16 жовтня 1649 р., обмеженому за Зборівським договором сорока тисячами козаків, у переліку козаків Ясногородської сотні бузівчанин Коваль Овдій згадується шістнадцятим після сотника (яким на цей час був Трохим Яценко; таким чином ясногородський війт Гапон залишив на цей час посаду сотника, якщо відомості про ім'я сотника у протестації були точними), можливо в ньому перебував і бузівчанин Хома Мельник, оскільки в Реєстрі, опублікованому Бодянським з оригіналу, наведено не всі імена козаків Ясногородської сотні, непрочитані з яких замінено крапками.
Після підписання Андрусівського перемир'я і продажу Києва поляками Московській державі, Бузова перетворилася на прикордоне поселення.
Князі Шуйські від 1676 року володіли Ясногородським маєтком.
Після козацьких воєн, які прокотилися краєм, у 1720 р. у Бузові знаходилося лише 5 дворів.
У 1704—1712 рр. частина Правобережжя України, у тому числі й та, до якої належала спустошена Бузова, знаходилася під контролем гетьманів Мазепи і Скоропадського, після чого вона повернулася під контроль польської адміністрації, внаслідок угоди між Польщею і Росією.
Принаймні з 1729 р. у Бузові була відбудована церква, у якій з цього року був священиком Іван Іваницький, «по презенті князя Миколая Шуйського». Ця церква була описана у візиті Хвастівського деканату за 1746 рік. 
У 1754 р. підлягало оподаткуванню півкварти диму у володінні князів Шуйських. 
У липні 1768 року в селі побували козаки Івана Бондаренка. 
В 1772 р. село Бузова мало 79 дворів. 
У 1781 р. була побудована нова дерев'яна церква Преображення Господнього 6-го класу.
У 1793 р. після Другого поділу Речі Посполитої, коли правобережні воєводства України (Київське, Брацлавське та Подільське) стали частиною Російської імперії, Бузова опинилася у її складі.
За V Ревізією 1795 року податного населення Російської імперії село Бузова належало до володінь княгині Анелі Шуйської (польськ. Anel Szujska).

### XIX століття
У 1820 р. село належало графині Ізабеллі Ледуховській, яка цього року продала його Вікентію Цивінському, після смерті В. Цивінського маєтність успадкували його сини Владислав і Казимир, першому з яких відійшло 1677, а другому 1839 десятин (дані на початок 1860-х рр. з праці рос. дореф. Похилевичъ Л. Сказанія о населенныхъ мѣстностяхъ Кіевской губерніи. — К., 1864.). З цієї ж праці відомо, що на початок 1860-х рр. у селі жило «жителей обоего пола 628».
Бузівчани були активними учасниками антикріпосницьких заворушень у 1830-1832 рр. Історик І.О. Гуржий у книзі «Боротьба селян і робітників України проти феодально-кріпосницького гніту 80-х років XVIII ст. пише, що Антикріпосницькими виступами селян під час польського повстання була охоплена велика кількість сіл Київської і Волинської губерній. За свідченням графа Кисельова, в південно-західному краї поширювалися чутки через селян, що незабаром буде видано украз про знищення шляхти. У червні 1831 р. спалахнув рух селян у Казаровичах, Глібівці, Ясногородці, Бузовій (Київський повіт). Відмовившись виконувати повинності на поміщиків, селяни заарештували й відправили в Київ управляючих, економів та інших панських посіпак.
До 1861 р. бузівськими землями володів Казимир Цивінський, який одержав маєток у спадок від свого батька Вікентія Цивінського. Казимир мав будинок, вкритий соломою, господарчий двір, гуральню. Після реформи земля поміщика була розділена між 4-ма синами: судею Ґудзем (звідси назва урочища - Ґудзьове), офіцером Лукашем (Лункове урочище на Петренковій поляні), Флоріаном (Фльориком), який продав у 1910 р. 100 десятин Маковському, а сам жив на дачі у лісі (Фльорикове урочище). Четвертий син Цивінського Северин загинув на війні, а вдова його продала свою землю селянам (звідти назва урочища - Вдовине).
У 1861 р. в Російській імперії було здійснено селянську реформу, згідно з якою селяни-кріпаки звільнялися з кріпацтва і отримували по кілька десятин поміщицької землі, за яку мали сплатити викуп. Щоб компенсувати поміщикам втрату кріпаків, викуп поміщицької землі, який мали сплатити селяни, у середньому втричі перевищував ринкову вартість землі, таким чином селяни викуповували не лише землю, а й власну свободу. Оскільки селяни не могли заплатити всі гроші одразу, вони та їх нащадки зобов'язувалися до виплати щорічного оброку за землю протягом 49 років (оскільки згідно з реформою 1861 р. гроші за землю, якою наділялися селяни, поміщики авансом отримували від держави, переведені на викуп селяни розраховувалися за землю з державою). У зв'язку з польським повстанням за незалежність Польщі, яке вибухнуло у січні 1863 року, царський уряд дещо знизив викупні суми на Правобережжі, по Київській губернії на 41 %, які склали 1 карбованець 64 копійки за десятину на рік, це було зроблено, щоб, з одного боку, покарати польських поміщиків за повстання, з іншого, заручитися лояльністю українців до Росії. Але знижені суми викупу все одно набагато перевищували ринкову вартість отриманої селянами землі. Проте колишні бузівські кріпаки після імплементації закону 1863 р., яким вони були переведені на викуп з 20 % знижкою викупних платежів, перейшли зі статусу тимчасово зобов'язаних селян (згідно якого повинні були виконувати повинності на користь колишніх власників їх земельних наділів до повної сплати їх вартості) в статус вільних землевласників з повними правами на свою землю. Стався цей перехід у БузовіЙ між серпнем і груднем 1863 р.
У середині 1880-х рр. у Бузові нараховувалося «жителей обоего пола: православных 843, римокатоликов 60, евреев 13». Ревізських душ — 266. Селяни мали у власності 693 десятини наділеної землі, за яку сплачували щорічний викуп 761 карбованець 80 копійок. Ці виплати були скасовані лише 1906 року, коли викуп за землю, розрахований реформою до 1910 року, селянами було майже повністю сплачено. Також на середину 1880-х рр. у власності молодшого сина В. Цивінського Казимира у Бузові залишалося 876 десятин землі, а старший — Владислав продав свою частину спадщини, 496 десятин орної землі та 786 десятин лісу, професору Київського університету А. Матвеєву у 1871 році, який у 1882 році помер, але до того часу активно влаштовував в селі своє господарство, заклав сад, побудував паровий млин та інші господарські споруди.
1870 року коштом селян та казни було збудовано дерев'яну Преображенську церкву. До парафії були приписані сусідні села Березівка та Гурівщина.
На 1900 рік у Бузові було 216 дворів, нараховувалося 1058 жителів, з них чоловічої статі — 479, жіночої 579. До Бузової належало 2421 десятина землі, з них — 1685 десятинами володіли поміщики, до церкви належало 35 десятин, селяни володіли 656 десятинами землі, інші стани — 45 десятинами. Село належало поміщикам сину Казимира Цивінського Флоріану та Фрідріху Барчу. В селі знаходилася православна церква та однокласна приходська школа.
До 1917 року село входило до Білогородської волості, Київського повіту, Київської губернії.

### ХХ століття

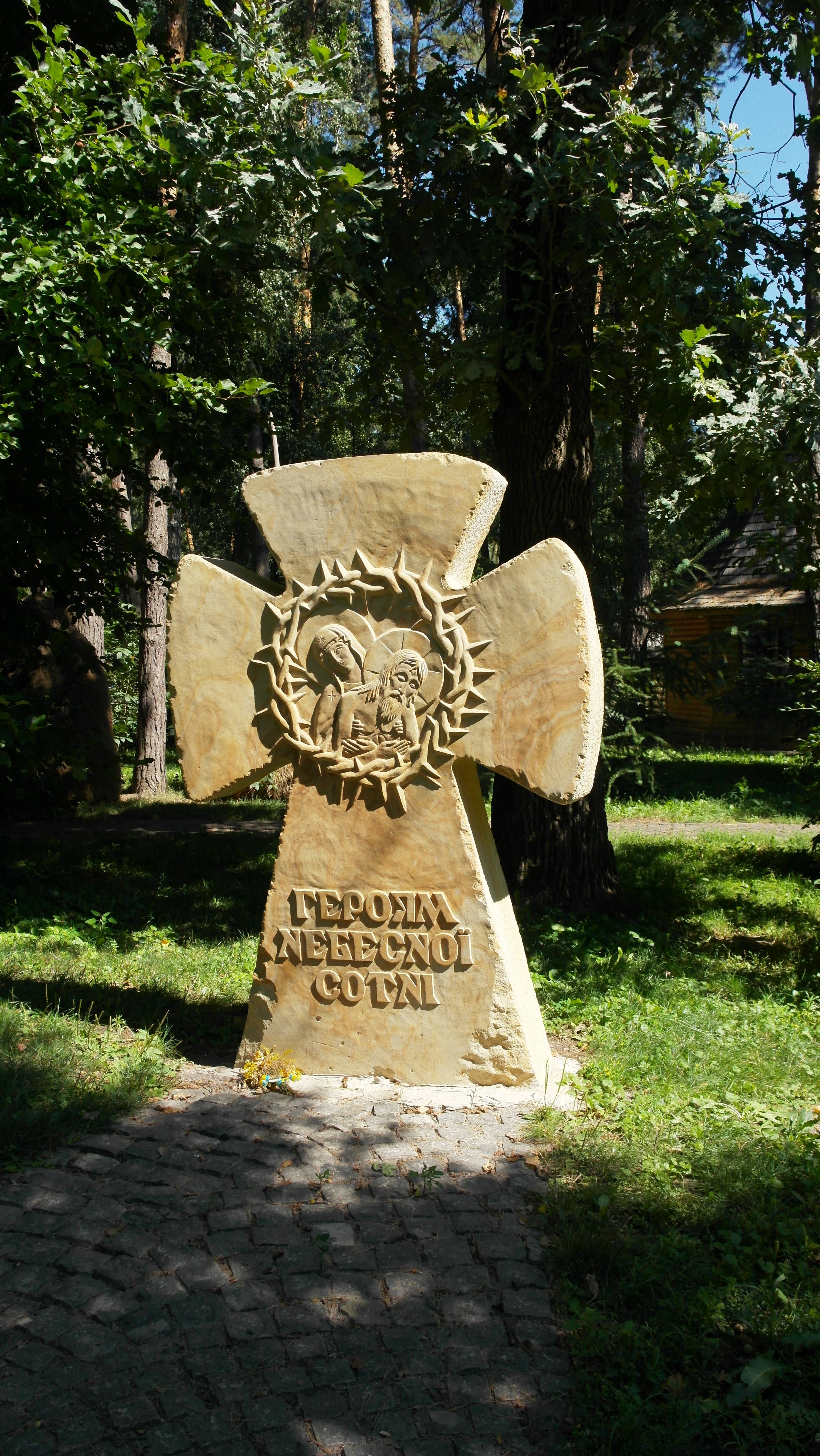
Пам'ятний хрест Героям Небесної Сотні

Близько 1930-31 рр. в селі сталося різке зубожіння людей, викликане примусово-«добровільним» створенням колгоспу за наказом комуністів. Головою колгоспу в село надіслали якогось чужинця Колосова. Колективізація супроводжувалася засланням в Сибір селян, які мали міцні господарства, «куркулів» і «підкуркульників», у їх хатах розмістили надісланих в село на роботу вчителів (новозасновану школу розташували у поміщицькій садибі), дитячий садок та використали в інших колгоспних потребах. Під час колективізації у людей відібрали худобу і землю у колгосп, залишивши лише невеликі присадибні ділянки, з яких люди ледве харчувалися, вилучили також сільськогосподарський реманент, розібрали і забрали на дошки в колгосп навіть людські комори для зберігання зерна. Людей в колгоспах примусили працювати задурно, за «палички-трудодні», за виконання норми 1 «паличка», за недовиконання «півпалички» чи «чверть». Пропрацювавши рік, колгоспник за «палички» отримував 2-3 кг зерна на 1 травня та 7 листопада, що, власне, й становило оцінку річної праці. Люди не мали права залишати колгосп. Фактично було відновлено кріпацтво, тільки селяни були вже не поміщицькими кріпаками, а державними рабами. Вирощена колгоспна продукція зникала в невідомому напрямку, і у селян не було жодного зацікавлення в результатах своєї праці.

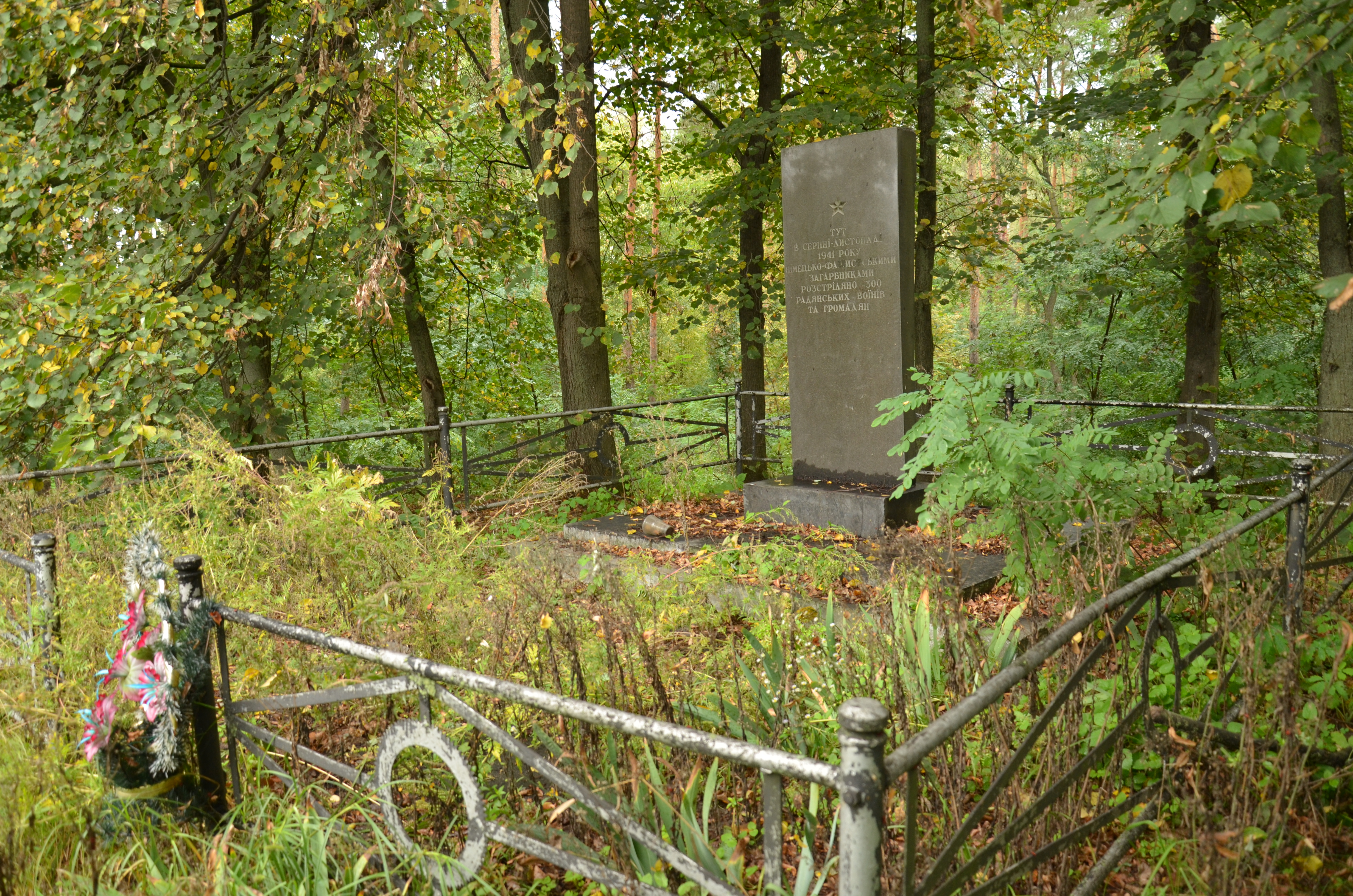
Пам'ятний знак на місці розстрілу німецькими військами воїнів радянської армії та мирних громадян у серпні-листопаді 1941 року

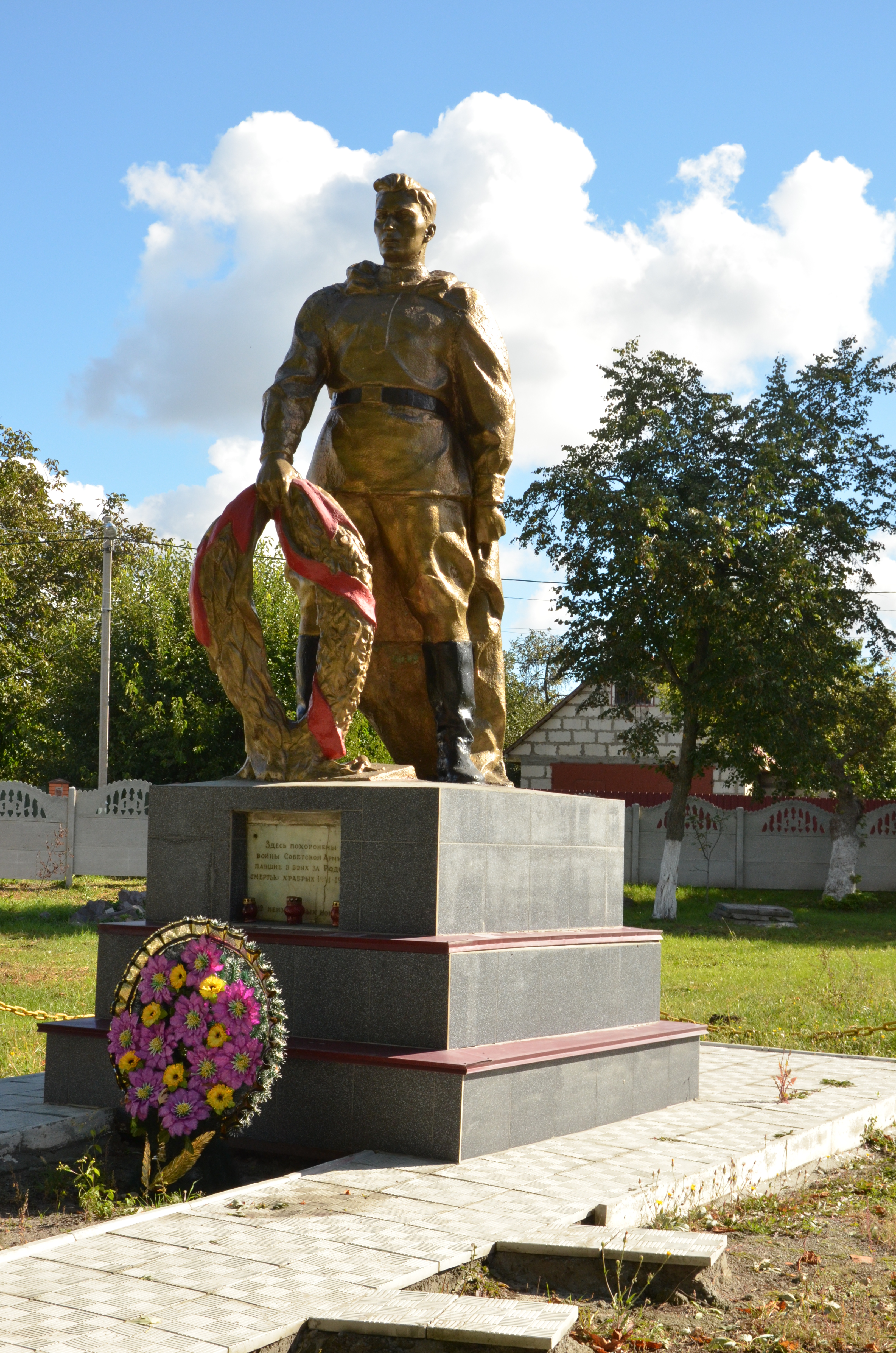
Пам'ятник воїнам-односельцям

Восени 1932 року керівництво колгоспу та сільради одержало надпланові завдання по заготівлі хліба. Загони комсомольців відбирали в хатах все, навіть насіннєвий фонд і ті небагаті запаси, що залишали селяни для харчування. Тому вже в грудні-січні в селі почався страшний голод. Люди пухли, помирали на вулицях. У селі зафіксовані випадки людожерства.
Зима була холодною, сніжною. Потрібно було розчищати дороги від снігу, а сил у селян не було. Великі зусилля витрачали люди на те, щоб поховати рідних. Коли несила вже було змайструвати труну, покійника загортали в рядно, волоком тягли до кладовища. Дуже дошкуляв холод. Мало хто з селян був у змозі заготовити дрова у лісі. Тому на паливо пішли паркани, дерев'яні знаряддя праці, навіть хрести з кладовища… Багато бузівчан не дожили до весни. Вимирали цілі сім'ї…
Під час примусової колективізації і штучного голодомору за свідченнями старожилів у селі загинуло 50 осіб, хоч прізвищ пригадали зовсім мало. Мартиролог жителів с. Бузова — жертв Голодомору 1932—1933 років укладений за свідченнями Журавель Євдокії Захарівни, 1932 р. н. — батько, мати, бабуся, дядько, брат Сашко і ще четверо братів і сестер; Дудалено Євдокії Йосипівни — четверо дітей; Спасиченка Кирила — двоє дітей, яких батько убив та з'їв.
За мужність і відвагу, виявлені під час німецько-радянської війни 1941—1945 рр., 88 жителів села нагороджено орденами й медалями СРСР.
В «Історії міст і сіл Української РСР» про Бузову початку 1970-х було подано таку інформацію:

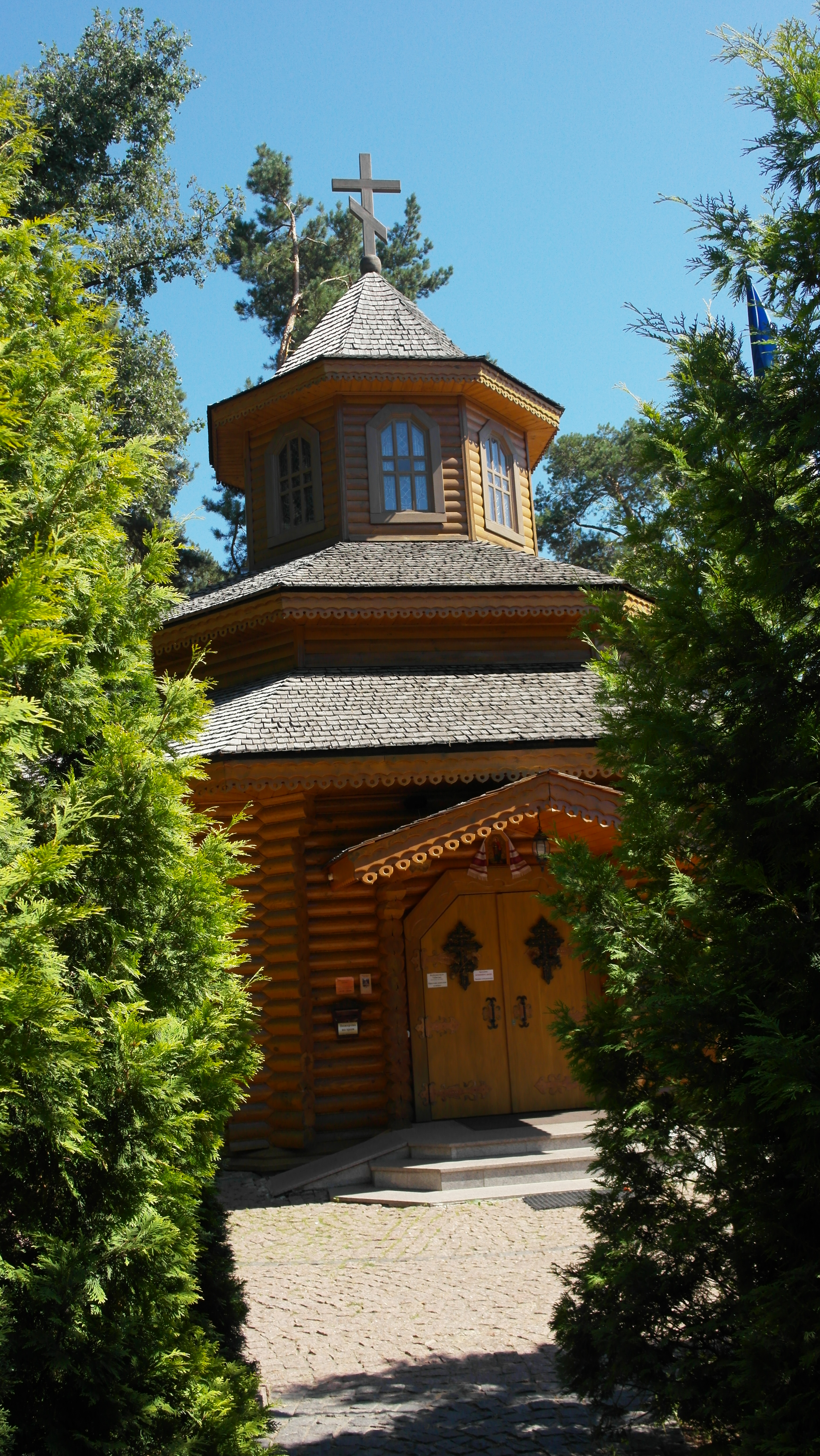
Храм Святого Великомученика Дмитрія Солунського на території етнокомплексу «Українське село»

| Бузова - село, центр сільської Ради, розташоване за 34 км від Києва, на автошляху Київ - Житомир. Населення - 1436 чоловік. Сільраді підпорядковані населені пункти Буча, Гурівщина, Любимівка й Хмільна. У Бузовій міститься центральна садиба радгоспу «Бузівський», за яким закріплено 3847 га сільськогосподарських угідь, у т. ч. 2152 га орної землі. За трудові досягнення 27 передовиків виробництва нагороджені орденами й медалями, серед них Р. Л. Ульяненко - орденом Леніна. У селі працюють середня школа, клуб, бібліотека; є також лікарня і пологовий будинок.[15]. |

### XXI століття
8 листопада 2014 року релігійна громада села Бузова, окрім святкування храмового свята парафії, урочисто провела відкриття пам'ятного хреста Героям Небесної Сотні, чин освячення хреста звершив митрополит Переяслав-Хмельницький і Білоцерківський Епіфаній.
28 лютого 2022 року в часи російського вторгнення у пологовий будинок в Бузовій влучив снаряд окупантів.
До 2020 року було адміністративним центром Бузівської сільської ради (Києво-Святошинський район, 1937–2020), що об'єднувала п'ять сіл разом з Бузовою.

## Населення

### Мова
Розподіл населення за рідною мовою за даними перепису 2001 року:
| Мова            | Кількість | Відсоток |
| --------------- | --------- | -------- |
| українська      | 1489      | 96.19%   |
| російська       | 54        | 3.49%    |
| білоруська      | 1         | 0.06%    |
| інші/не вказали | 4         | 0.26%    |
| Усього          | 1548      | 100%     |

## Підприємства і критична інфраструктура
- Радгосп «Бузівський»
- клуб
- бібліотека
- лікарня
- пологовий будинок

## Навчальні заклади
Бузівський академічний ліцей Дмитрівської сільської ради Бучанського району Київської області.

## Пам'ятки

### Етно-комплекс «Українське село»

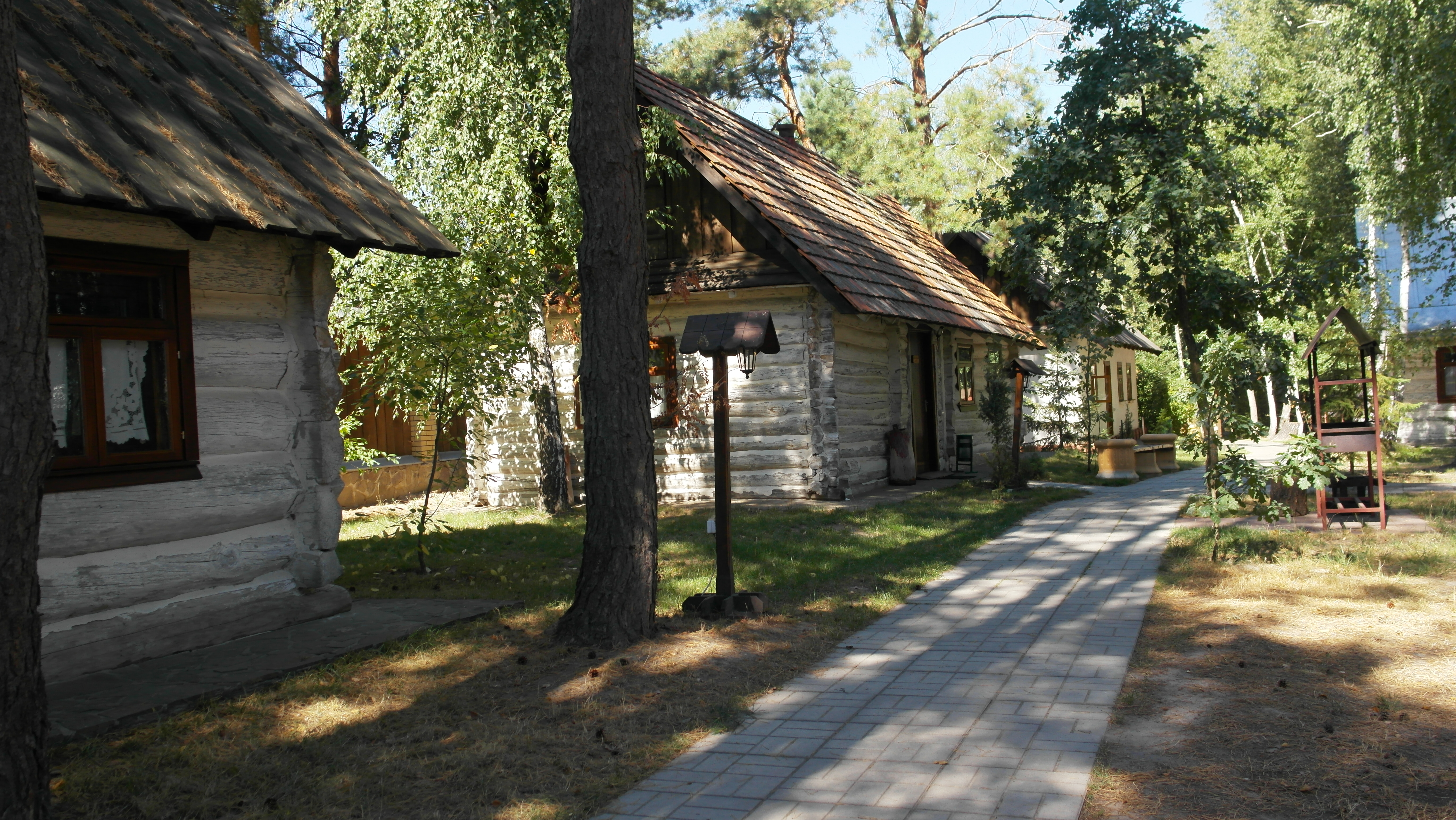
Етно-комплекс «Українське село»

В селі Бузова, за адресою вулиця Дмитрівська, 1 (поворот праворуч з Житомирської траси в бік села Миколаївка) знаходиться етно-комплекс «Українське село». Комплекс представлений як музей просто неба, який складається з історико-етнографічних областей: Середня Наддніпрянщина, Слобожанщина, Полісся, Поділля, Південь, Карпати. Кожна область представлена своїми особливостями житла, інтер'єру, побуту.
На території присутні Храм Святого Великомученика Дмитрія Солунського та зоопарк.

### Пам'ятники і монументи
- Пам'ятник воїнам-односельцям
- Пам'ятний хрест Героям Небесної Сотні
- Пам'ятний знак на місці розстрілу німецькими військами воїнів радянської армії та мирних громадян у серпні-листопаді 1941 року

## Спорт і спортивна інфраструктура

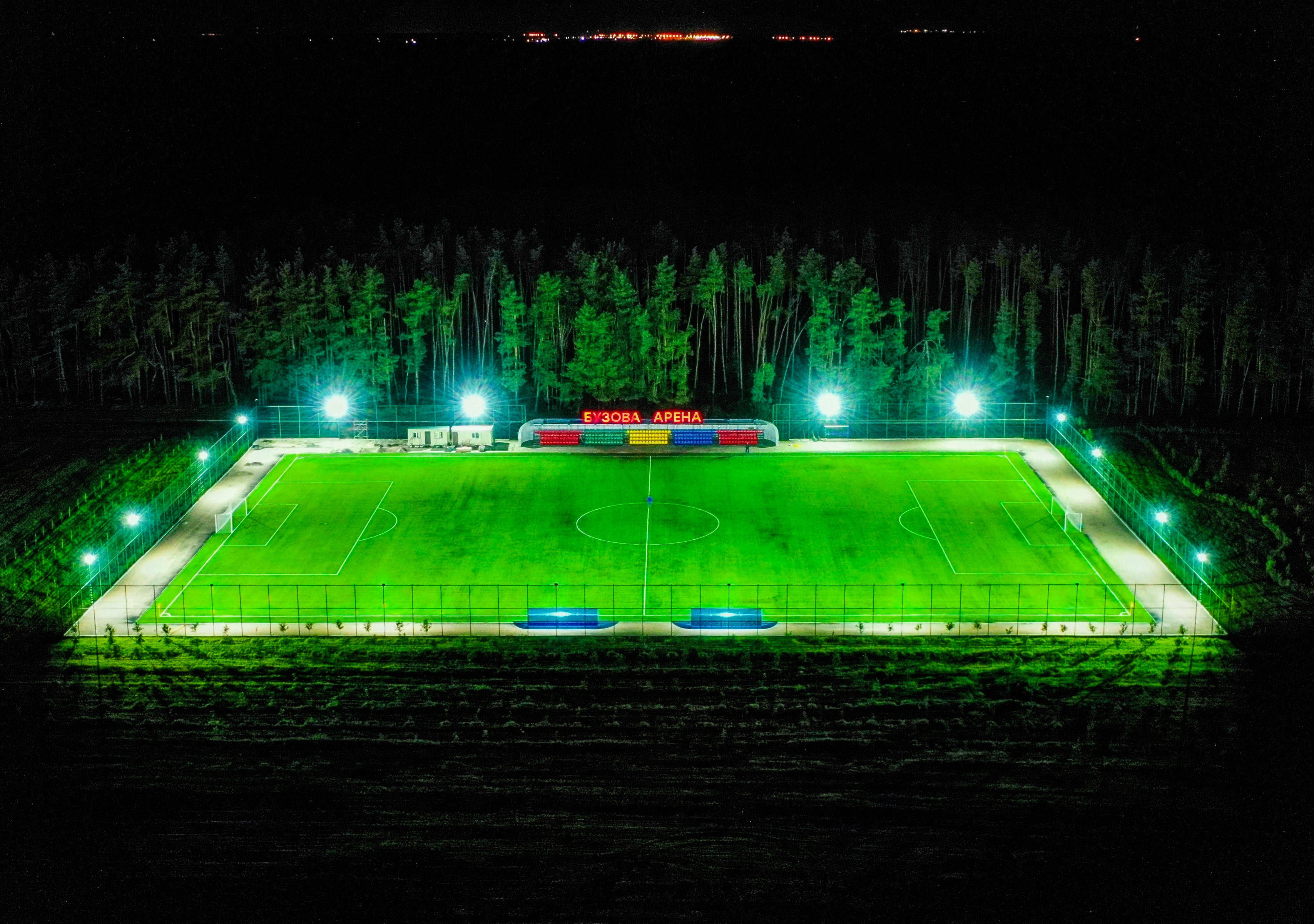
Стадіон «Бузова Арена»

- Грань (Бузова)
- Нива (Бузова)

### Стадіон
У селі є свій футбольний стадіон на 250 місць.

### Аеродром
Біля села знаходиться планерний клуб та аеродром «Бузова» ЦАК ім. Антонова. З аеродрому здійснюються польоти планерної ланки Центрального аероклубу України ім. О. К. Антонова.

## Цікаві факти
На території села зберігається найбільший в Україні ключ для відкривання банок. Його внесено до Національного реєстру рекордів України.

## Відомі люди
- Трухан Іван Васильович — депутат Верховної Ради УРСР 9-10-го скликання.